# 박혜정 (역도 선수)
박혜정(2003년 3월 12일~)은 대한민국의 역도 선수이다. 2023년 세계 역도 선수권 대회에서 여자 최중량급 금메달을 획득했다. 2024년 하계 올림픽에 참가, 역도 여자 +81 kg에서 대한민국 신기록을 세우며 은메달을 기록하였다.

## 경력
대표적인 "장미란 키즈" 중 1명으로, 장미란처럼 최중량급에 나서는 역도선수다.
초등학교 6학년 때 유튜브로 장미란의 경기 영상을 보고 역도에 관심을 가졌으며, 이후 삼촌의 권유로 역도 선수의 길을 걷기 시작했다.
선부중학교 1학년 때 본격적으로 역도 선수 생활을 시작했으며 2019년에 대한민국 유스 국가대표로 발탁되어 10월에 열린 조선민주주의인민공화국 평양에서 열린 2019년 아시아 유스 선수권 대회에 참가했다. 이 대회에서 인상 110 kg, 용상 145 kg, 합계 255 kg으로 세계 유스 신기록을 세우면서 카자흐스탄의 아이사말 산시즈바예바와 중화 타이베이의 탕자지를 누르고 우승을 차지했다.
2022년에는 주니어 국가대표로 발탁되었으며 5월에 그리스 이라클리오에서 열린 2022년 세계 주니어 선수권 대회에 참가하여 인상 120 kg, 용상 161 kg, 합계 281 kg의 기록으로 대표팀 동료인 김효언과 카자흐스탄의 산시즈바예바를 꺾고 금메달을 획득했다. 같은 해 7월 우즈베키스탄 타슈켄트에서 열린 2022년 아시아 주니어 선수권 대회에 참가하여 인상 115 kg, 용상 155 kg, 합계 270 kg의 기록으로 카자흐스탄의 산시즈바예바와 베트남의 쩐티히엔을 누르고 금메달을 획득했다.
같은 해 성인 국가대표로 발탁되었으며 12월에 콜롬비아 보고타에서 열린 2022년 세계 선수권 대회에 참가하였다. 이 대회에서 인상 119 kg, 용상 155 kg, 합계 274 kg의 기록으로 8위에 올랐다. 이듬해인 2023년 5월에는 대한민국 진주에서 열린 2023년 아시아 선수권 대회에 참가하여 인상 127 kg, 용상 168 kg, 합계 295 kg의 기록으로 중국의 리원원의 뒤를 이어 은메달을 획득했다. 이후 9월에는 사우디아라비아 리야드에서 열린 2023년 세계 선수권 대회에서 인상 123 kg, 용상 165 kg, 합계 289 kg의 기록으로 인상과 용상 모두 1위를 차지하여 미국의 메리 티슨래픈과 에콰도르의 리세트 아요비를 누르고 우승을 차지했다. 동시에 2024년 하계 올림픽 출전권도 획득했다.
이후 10월에는 중국 저장성 항저우에서 열린 2022년 아시안 게임에 참가했다. 리원원이 AG에 불참한 가운데 인상 125 kg, 용상 169 kg, 합계 294 kg의 기록으로 대표팀 동료인 손영희와 태국의 두앙악손 차이디를 누르고 금메달을 획득했다. 박혜정이 이 대회에서 획득한 금메달은 2010년 아시안 게임에서 장미란이 획득한 금메달 이후 13년 만에 획득한 아시안 게임 역도 금메달이며, 당시 박혜정의 용상 기록은 손영희와 타이였다. 맞상대 중 1명인 두앙악손 차이디는 2024년 하계 올림픽에도 같이 나섰다.
2024년 하계 올림픽에는 동급 최강자 리원원이 나섰기 때문에 올림픽 시작 전부터 은메달 후보로 점쳐졌고, 2024년 8월 11일에 열린 중량급 경기에서 합계 299kg을 들어올려 리원원에 이어 은메달을 획득했다. 리원원과의 합계 기록 차이는 단 10kg였다.